# Sewen
Sewen – miejscowość i gmina we Francji, w regionie Grand Est, w departamencie Górny Ren.
Według danych na rok 1990 gminę zamieszkiwało 539 osób, a gęstość zaludnienia wynosiła 25 osób/km² (wśród 903 gmin Alzacji Sewen plasuje się na 441. miejscu pod względem liczby ludności, natomiast pod względem powierzchni na miejscu 56.).